# Java (Schiff, 1925)
Die Java war ein Leichter Kreuzer der niederländischen Marine, der während des Ersten Weltkrieges in Bau gegeben und 1926 in Dienst genommen wurde. Das im Juli 1915 bewilligte Schiff gehörte der aus zwei Einheiten bestehenden Java-Klasse an, einem Entwurf der Kieler Germaniawerft, und wurde nach der indonesischen Insel Java, zum damaligen Zeitpunkt Teil der niederländischen Kolonie Niederländisch-Indien, benannt.
Das Schiff war für die Rolle eines Auslands- oder Stationskreuzer für den Einsatz in der Kolonie vorgesehen und nahm diese Rolle unmittelbar nach der Indienststellung ein. Ab 1941 war es dann am Pazifikkrieg gegen das Japanische Kaiserreich beteiligt.

## Bau und Klasse
Die Java war das Typschiff der Java-Klasse, die noch zwei weitere Schiffsbauten umfassen sollte: das Schwesterschiff Sumatra, das 1926 in Dienst kam, sowie die Celebes, dessen Auftrag aber während des Ersten Weltkriegs storniert wurde.
Die Kiellegung der Java fand am 31. Mai 1916 bei der Schiffswerft Koninklijke Mij De Schelde in Vlissingen statt. Infolge von Kriegsauswirkungen (Lieferengpässe) und wegen Streiks der Werftarbeiter, die zu einer streng beachteten Einhaltung der Acht-Stunden-Arbeitstage führten, schritt der Bau jedoch nur sehr langsam voran. Der Stapellauf fand infolgedessen erst am 9. August 1921 statt. Weitere Verzögerungen traten auf, da die mit der Herstellung der Turbinen beauftragte Germaniawerft aufgrund der Produktions- und Lieferbeschränkungen gegen das Deutsche Reich aus den Versailler Verträgen nicht liefern konnte. Stattdessen wurden Parsons-Turbinen verbaut.
Der Weiterbau des mittlerweile als veraltet angesehenen Kreuzers erfolgte indessen weiterhin so schleppend, dass die Indienstnahme schließlich erst am 1. Mai 1925 vollzogen werden konnte.

## Technische Details, Bewaffnung und Modifikationen
Die Java war über alles 155,30 m lang und 16,00 m breit. In voll beladenem Zustand lag der Tiefgang bei 6,22 m. Acht ölbefeuerte Schulz-Thornycroft-Wasserrohrkessel und drei Parsons-Dampfturbinen, die drei Wellen ansteuerten, ermöglichten eine Höchstgeschwindigkeit von 30,25 kn (etwa 56 km/h), bei einer maximalen Maschinenleistung von 82.000 WPS. Der Ölvorrat betrug 1.200 Tonnen für eine Seeausdauer von 3.600 Seemeilen (bei 15 kn Marschfahrt).
Die Bewaffnung der Java setzte sich nach der Indienstnahme aus zehn einzeln aufgestellten 15-cm-Geschützen L/50 Mark 6 des Typs Bofors und vier 7,5-cm-Kanonen L/55 Mark 4 (ebenfalls von Bofors) zusammen. Dazu kamen noch vier 12,7-mm-Maschinengewehre. Die 15-cm-Geschütze waren so aufgestellt, dass sieben Kanonen bei einer Breitseite zum Tragen gebracht werden konnten; je zwei Geschütze standen in überhöhter Aufstellung vor und achtern der Hauptaufbauten, je drei weitere Kanonen waren auf dem Oberdeck zu beiden Schiffsseiten neben den Aufbauten installiert. Die Geschütze befanden sich in nach hinten offenen Turmschilden, welche 100 mm stark gepanzert waren. Im Verlauf der Dienstzeit wurde die Bewaffnung mehrfach modifiziert. Während des Werftaufenthalts 1937 kamen die 7,5-cm-Kanonen von Bord und wurden durch sechs 4-cm-Bofors-Flak ersetzt, zudem kamen vier weitere 12,7-mm-Maschinengewehre an Bord. Bis etwa um 1942 wurden die acht Maschinengewehre vollständig durch sechs 2-cm-Oerlikon-Flak ersetzt. Ferner erhielt die Java etwa zur gleichen Zeit zwei Wasserbombenwerfer mit zehn Wasserbomben. Die Minenlegevorrichtungen für 36 Minen waren bereits in den 1930er Jahren weitgehend ausgebaut worden und wurden bis 1942 vollständig von Bord gegeben.
Eine Torpedobewaffnung und ein Flugzeugkatapult befanden sich nicht an Bord des Kreuzers. Die beiden mitgeführten Wasserflugzeuge (unter anderem Maschinen der Typen Fokker C.IV und Fokker C.XI-w) mussten von einem hinter dem achteren Schornstein stehenden Schwenkkran ausgesetzt werden und starteten dann von der Wasseroberfläche aus.

## Einsatzgeschichte

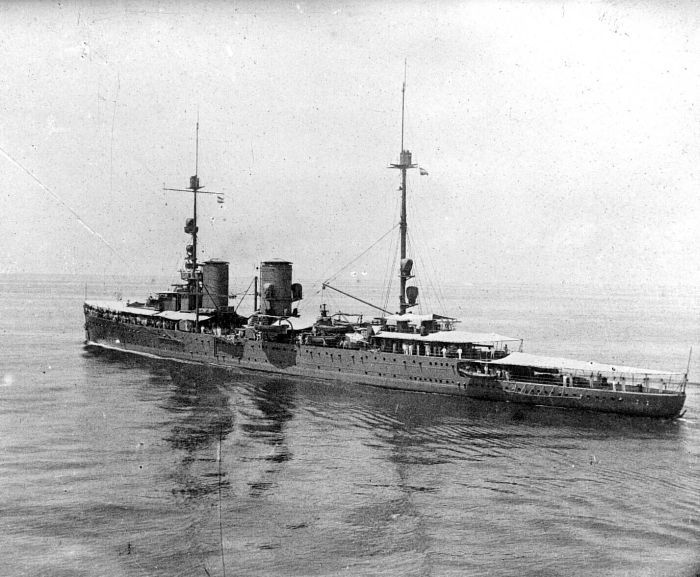
Java in Niederländisch-Indien

Unmittelbar nach ihrem Dienstantritt verlegte die Java sofort nach Niederländisch-Indien, um in den folgenden Jahren Sicherungs-, Kolonial- und Repräsentationsaufgaben zu übernehmen. Am 4. Dezember 1928 nahm das Schiff an der Flottenparade in Yokohama anlässlich der Krönungsfeierlichkeiten des japanischen Kaisers Hirohito teil.
Am 29. Juli 1929 reisten Java, die Zerstörer Evertsen, De Ruyter und die U-Boote K II und K VII von Surabaya nach Tanjung Priok, den Hafen Batavias. In Tanjung Priok warteten die Schiffe auf die königliche Yacht Maha Chakri des Königs von Siam und den Begleitzerstörer Phra Ruang. Danach besuchten die Schiffe ohne die U-Boote Bangka, Belitung, Riau, Lingga-Inseln, Belawan und Deli. Am 28. August kehrten sie in Tanjung Priok zurück. Am 31. August nahm das Schiff wiederum gemeinsam mit De Ruyter und Evertsen anlässlich des Geburtstages der niederländischen Königin Wilhelmina an einer Flotteninspektion in Tanjung Priok teil.
Im Februar 1933 gehörte die Java zusammen mit der Evertsen und der Piet Hein zu dem Flottenverband, der das Küstenpanzerschiff De Zeven Provinciën und dessen meuternde Besatzung etwa zwölf Seemeilen nordwestlich der Sundastraße stellte und nach Surabaya geleitete.
Am 13. November 1936 nahm die Java zusammen mit der Sumatra und den Zerstörern Evertsen, Witte de With und Piet Hein an einem Flottenbesuch in Singapur teil. Der Besuch fand im Anschluss an Manöver im Südchinesischen Meer statt.
1937 kehrte sich kurzzeitig nach Europa zurück, nahm am 20. Mai 1937 an einer Flottenparade im englischen Spithead teil und wurde anschließend auf dem Marinedock in Den Helder umfassend mit neuer Bewaffnung und Feuerleitsystem modernisiert.
Die Rückkehr nach Südostasien trat das Schiff am 3. Januar 1938 an, Stationen der Reise war die Straße von Gibraltar sowie am 4. Mai 1938 Sues.
Im April 1940 formierte die Java zusammen mit dem Kreuzer De Ruyter, dem Versorgungsschiff Zuiderkruis und zwei U-Boot-Abteilungen ein Geschwader in der Javasee, da es Gerüchte über eine japanische Flottenkonzentration in der Nähe von Formosa gab. Am 27. April 1940 erhielt Commander, später Captain, Ph.B.M. van Straelen das Kommando über das Schiff.

### Zweiter Weltkrieg
Nach dem Überfall des Deutschen Reiches auf die Niederlande am 10. Mai 1940 war die Java an der Übernahme deutscher Frachtschiffe in den Häfen Niederländisch-Indiens beteiligt und Prisenbesatzungen der Java übernahmen die Hapag-Frachtschiffe Bitterfeld (7659 BRT), Wuppertal (6737 BRT) und Rheinland (6622 BRT) in Padang.
Am 18. Januar bis zum 23. Januar 1941 unternahm die Java ihre erste Geleitzugsfahrt mit vier Frachtschiffen vom Ayau-Archipel aus. Im März war das Schiff an der Suche nach dem deutschen Handelsstörer Admiral Scheer im Indischen Ozean eingesetzt. Ab April 1941 absolvierte der Kreuzer dann erneut Konvoidienst und übernahm in Suva Frachtschiffe für die Fahrt nach Brisbane, geleitete im Juli den Passagierdampfer Jagersfontein, der ein Kontingent amerikanischer Flieger an Bord hatte, das später als „Flying Tigers“ bekannt wurde, nach Java und absolvierte im November Geleitzugsdienste zwischen Suva und Surabaya.
Als die Niederlande am 8. Dezember 1941 nach dem Angriff auf Pearl Harbor dem japanischen Kaiserreich den Krieg erklärten, war die Java auf dem Weg nach Singapur, wo sie unter dem Kommando des britischen Admiral Geoffrey Layton operieren sollte.
Am 12. Dezember verließ die Java Singapur, um vom 13. bis zum 15. Dezember zusammen mit Evertsen und weiteren britischen und australischen Einheiten den Geleitzug SM 1 von Batavia nach Fremantle zu schützen.
31. Dezember 1941 war das Schiff Teil der Eskorte für den Konvoi BM 9B, musste aber wegen Propellerschäden abbrechen.
Am 18. Januar 1942 übernahm die Java wiederum mit Evertsen und dem Zerstörer Van Nes den Konvoi MS 2, der aus Melbourne nach Singapur unterwegs war und auf Sumatra britische Truppen entladen sollte. Der Geleitzug erreichte mit der Java Singapur am 24. Januar.
Am 26. Januar gab es Berichte, dass sich japanische Schiffe in der Nähe der Api-Passage im Nordwesten Borneos versammelten. Java und der Kreuzer Tromp mit den Zerstörern Banckert und Piet Hein gingen in See, um diesen Konvoi abzufangen und zu zerstören. Später eingetroffenen Meldungen zeigten, dass es sich nicht um einen japanischen Geleitzug, sondern um einen Frachter und sehr viele kleine Schiffe handelte, worauf sich die niederländischen Schiffe zurückzogen.
Am 31. Januar trat die Java den Sicherungsschiffen für den Konvoi DM 2 bei, der Singapur am 5. Februar erreichte. Java hatte den Geleitzug bereits am 4. Februar aufgrund von Kraftstoffmangel verlassen.
In der Folge sollte das Schiff an den Kämpfen gegen die japanischen Invasionsstreitkräfte teilnehmen und wurde vermutlich am 3. Februar der alliierten ABDA-Flotte unter dem der US-amerikanische Admiral Thomas C. Hart in Tjilatjap zugeteilt.
Vom 5. bis zum 7. Februar brachte die Java zwei niederländische Transportschiffe mit Truppenverstärkung zum strategisch wichtigen Hafen Palembang auf Sumatra, wo die Landung japanischer Streitkräfte bevorstand.

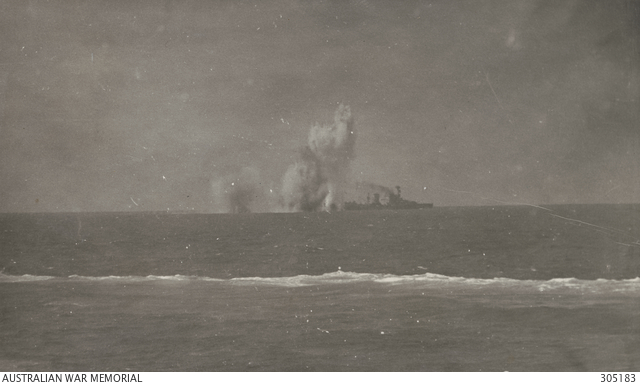
15. Februar 1942 Bombenexplosionen nahe der Java – aufgenommen von der Hobart

Am 13. Februar erhielt die Java den Befehl, zusammen mit den Kreuzern De Ruyter und Tromp und weiteren Schiffen einen japanischen Konvoi nach Palembang abzufangen. Die Kreuzer verlegten dazu nach Oosthaven, wo der britische Schwere Kreuzer Exeter und der australische Leichte Kreuzer Hobart sowie am nächsten Tag noch einige Zerstörer eintrafen. Diese sogenannte „Eastern Striking Force“ stand unter dem Befehl des niederländischen Konteradmirals Karel Doorman. Am 14. Februar 1942 verließ der Verband Oosthaven. Am 15. Februar ging der Zerstörer Van Ghent durch Auflaufen auf ein Riff verloren. Später an diesem Tag wurden die Schiffe von Kate-Bombern des japanischen Flugzeugträgers Ryūjō angegriffen. Ohne eigene Luftdeckung zog Doorman seinen Verband zurück, wobei die Java in der Ratai-Bucht an der Sundastraße auf Sumatra vom niederländischen Tanker Tan 1 betankt werden musste. Am 17. Februar 1942 erreicht das Schiff erneut Tjilatjap.
Am 18. Februar 1942 war die Java erneut unter Doormans Kommando Teil eines Verbandes, der japanische Invasionsstreitkräfte auf Bali angreifen sollte. Doormans Verband erreichte am späten Abend des 19. Februar, nach dem Rückzug der japanischen Hauptkräfte, die Straße von Badung und traf dort zunächst nur auf das japanische Transportschiff Sasago Maru, auf der die Java einige Artillerietreffer erzielte. Im weiteren Verlauf der Nacht vom 19. Auf den 20. Februar kam es daraufhin zur Seeschlacht in der Straße von Badung mit den verbliebenen japanischen Zerstörern, bei der die Java von einer 12-cm-Granate getroffen wurde, die zwei Männer verwundete und geringfügigen Schaden anrichtete. Der Zerstörer Piet Hein gingen in dieser Schlacht verloren.
Am 25. Und 26. Februar führte die Java erneut Patrouillenfahrten von Surabaya aus durch.

### Verlust des Schiffes
Am Morgen des 27. Februar wurde das Schiff in Surabaya von japanischen Flugzeugen angegriffen, blieb aber unbeschädigt. Am Abend desselben Tages lief die Java zusammen mit anderen Schiffen erneut aus, um japanische Schiffe, die die Landung auf Java vorbereiteten, anzugreifen. Hierbei wurde der Verband von den japanischen Sicherungskräften entdeckt, die aus zwei Schweren Kreuzern (Nachi und Haguro), zwei leichten Kreuzern und vierzehn Zerstörern bestanden. In der Folge kam es zur Schlacht in der Javasee.
Im Verlauf der Schlacht wurde die Java gegen 23:32 Uhr von einem japanischen Torpedo Typ 93 der Nachi in der Nähe des hinteren Munitionsdepots getroffen. Durch die dadurch resultierende Explosion wurde das Heck des Schiffes abgerissen und der Maschinenraum geflutet. Der Strom fiel aus und die Besatzung musste das Schiff verlassen. Allerdings konnten ohne Elektrizität die Rettungsboote nicht zu Wasser gelassen werden und somit standen keine ausreichenden Rettungsmittel zur Verfügung. Die Java sank schließlich innerhalb von etwa fünfzehn Minuten und nahm 512 Besatzungsmitglieder (einschließlich Kommandant Ph.BM van Straelen) mit in die Tiefe. Zeitgleich wurde auch der Kreuzer De Ruyter durch Torpedotreffer versenkt.

## Das Wrack derJava
Die Wracks der Java und De Ruyter wurden am 1. Dezember 2002 von einer Taucherexpedition, die sich ursprünglich auf dem Weg zur Exeter befunden hatte, entdeckt. Das Wrack von Java lag zu dieser Zeit in einer Tiefe von 69 Metern auf ihrer Steuerbordseite.
Zwischen 2002 und 2016 wurde das Schiffswrack auch von indonesischen Bergungstauchern betaucht, die illegal Altmetall entfernten und das Schiffswrack etwa bis November 2016 vollständig zur Verschrottung geborgen hatten. Das niederländische Verteidigungsministerium vermutet, dass die Schiffe wohl illegal zur Schrottverwertung geborgen wurden, obwohl es sich bei den Wracks um eine geschützte Kriegsgräberstätte handelte. Im Februar 2017 wurde ein Bericht veröffentlicht, der die Bergung der Wracks bestätigte.